# PAE ASZ Árisz Theszaloníkisz
Az Árisz Theszaloníkisz vagy Árisz Szaloníki (görögül: ΠΑΕ Αθλητικός Σύλλογος Άρης Θεσσαλονίκης, magyar átírásban: PAE Athlitikósz Szílogosz Árisz Theszaloníkisz, nemzetközi nevén: Aris Thessaloniki F.C.) egy görög labdarúgócsapat, székhelye Szalonikiben található.
A görög mitológia háború istenéről, Arészról elnevezett Árisz nyerte az első görög labdarúgó-bajnokságot 1928-ban, amelyet azóta két újabb címmel toldott meg. A nemzeti kupában egyszer diadalmaskodott.
A PAE Árisz az ASZ Árisz sportegyesület labdarúgó-szakosztálya.

## Sikerei

### Nemzeti
- Görög bajnok:

3 alkalommal (1928, 1928, 1946)
- Görögkupa-győztes:

1 alkalommal (1970)

## Eredmények

### Európaikupa-szereplés

#### Összesítve
| Kupa                              | J  | Gy | D  | V  | Rg | Kg |
| --------------------------------- | -- | -- | -- | -- | -- | -- |
| Vásárvárosok kupája (VVK)         | 12 | 3  | 2  | 7  | 12 | 28 |
| Kupagyőztesek Európa-kupája (KEK) | 2  | 0  | 1  | 1  | 2  | 6  |
| UEFA-kupa                         | 36 | 14 | 10 | 12 | 51 | 58 |
| Összesítve                        | 50 | 17 | 13 | 20 | 65 | 92 |

## Játékosok

### Az Árisz egykori magyar labdarúgói
- Gujdár Sándor
- Weimper István
- Jorgosz Ananiádisz
- Korhut Mihály
- Plotár Gyula